# Jenissei (Rakete)
Jenissei (russisch Енисей) ist ein Projekt des staatlichen russischen Raumfahrtunternehmens Roskosmos zur Entwicklung einer superschweren Trägerrakete. Es wird eine Transportkapazität von über 100 Tonnen für niedrige Erdumlaufbahnen angestrebt; außerdem soll die Rakete für den Start von Tiefraummissionen insbesondere zum Mond und zum Mars genutzt werden. Wie einige andere russische Raketenprojekte ist sie nach einem Fluss benannt, dem Jenissei in Sibirien.
Als geplanten Erstflugtermin nannten russische Staatsmedien mehrmals das Jahr 2028. Üblicherweise werden solche Termine nicht eingehalten. Ende 2020 stand weder die technische Auslegung der Rakete fest, noch war die Finanzierung des Projekts gesichert. Für die Entwicklung und den Start eines Prototyps wurden 740 Milliarden Rubel (damals umgerechnet etwa 8 Mrd. €) veranschlagt, für weiterführende Arbeiten bis zur Einsatzreife nochmals die gleiche Summe.

## Vergleichbare Projekte
Die USA und China entwickeln mit dem Space Launch System (SLS) beziehungsweise der Langer Marsch 9 (CZ-9) ebenfalls zwei konventionelle Raketen mit über 100 Tonnen Höchstnutzlast. Das Unternehmen SpaceX arbeitet an dem ähnlich großen, aber vollständig wiederverwendbaren Raketensystem Starship. Alle drei sind auch für Missionen zum Mond und zum Mars vorgesehen.